# Sud-Kasaï
1960–1962
Entités précédentes :
- Congo belge

Entités suivantes :
- République du Congo

Le Sud-Kasaï est une région du centre de la république démocratique du Congo, partie du Kasaï, ayant fait sécession au début des années 1960 sous le nom d'État minier du Sud-Kasaï.
La région prit son indépendance dans des conditions similaires à celles du Katanga au cours de la période de trouble qui suivit la décolonisation du Congo belge. Les conflits ethniques et les tensions politiques entre les dirigeants du gouvernement central et les dirigeants locaux tournaient autour des régions diamantifères du Kasaï (Société internationale forestière et minière du Congo).
Le 14 juin 1960, quelques jours avant la proclamation formelle de l'indépendance de la colonie, l'indépendance de l'État fédéral du Sud fut proclamée. Le 8 août 1960, l'autonomie de l'État minier fut proclamée, avec pour capitale Bakwanga (de nos jours Mbuji-Mayi). Albert Kalonji fut nommé président et Joseph Ngalula chef de gouvernement.
Une assemblée de notables investit le père de Kalonji du titre impérial de Mulopwe le 12 avril 1961. Le nouvel empereur abdiqua immédiatement en faveur de son fils, qui dirigea l'État sous le nom de Mulopwe (empereur/roi) Albert I Kalonji.
En  avril 1961, à Miabi, les Chefs coutumiers des Baluba, dans leur ensemble, décident en guise d’appui à son action, de conférer, non pas tous les pouvoirs, mais une partie de leurs pouvoirs ancestraux, à Albert Kalonji. À cette occasion, ils le vêtissent d’une peau de léopard et d’une hachette, symbole du pouvoir absolu, celui qu’ils introniseront Mulopwe Ditunga, c’est-à-dire au-dessus de tous. Ditunga parce qu’il incarnait désormais tout le pays Luba. Cet événement, il faut le rappeler, avait eu comme conséquence la mutation de  l’État Autonome du Sud-Kasaï en Royaume Fédéré du Sud-Kasaï.
Après une campagne militaire sanglante de quatre mois durant laquelle des milliers de civils furent massacrés, le gouvernement central reprit le contrôle de la région et arrêta Kalonji le 30 décembre 1961, entérinant la fin de la sécession du Sud-Kasaï.
Kalonji tenta de mettre sur pied un nouveau gouvernement après s'être évadé de prison le 7 septembre 1962, mais ça ne dura qu'un mois.
Sous le régime de Joseph Mobutu (Mobutu Sese Seko), l'ancien Sud-Kasaï fut divisé pour décourager toute nouvelle tentative séparatiste. Bakwanga fut intégré au Kasaï-Oriental, tandis que l'essentiel du territoire de l'ancien État échut au Kasaï-Occidental.